# Acriopsis

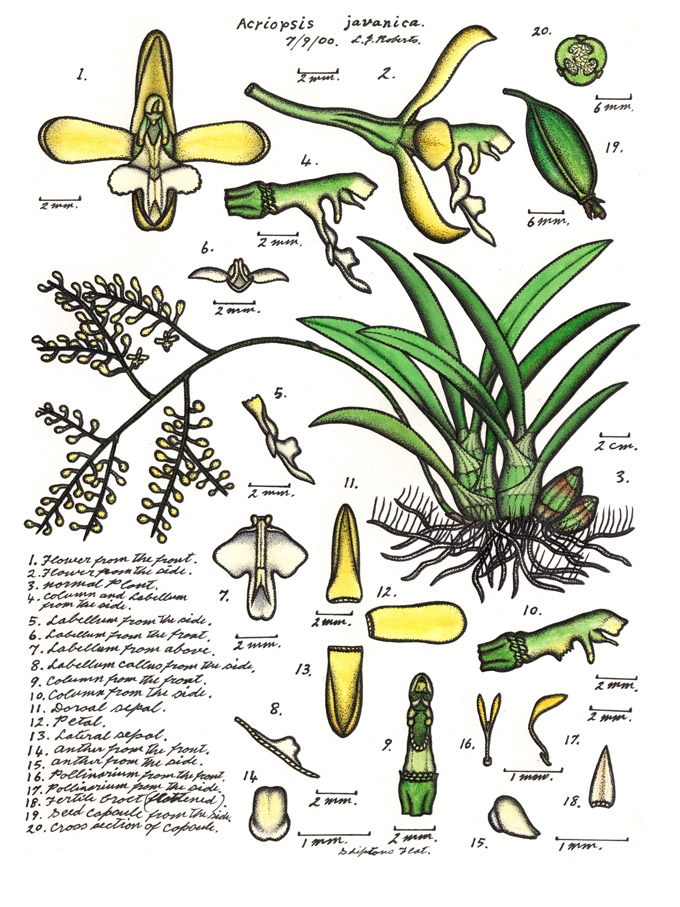
Acriopsis emarginata (previously Acriopsis javanica) illustrated by Lewis Roberts (nhà tự nhiên học)

Acriopsis, là một chi lan duy nhất trong phân tông Acriopsidinae. Chi này gồm 12 loài được miêu tả bởi Carl Ludwig Blume (1789–1862) năm 1825.

## Danh sách các loài
- Acriopsis annamica
- Acriopsis borneensis
- Acriopsis carrii
- Acriopsis densiflora
  - Acriopsis densiflora var. borneensis
- Acriopsis emarginata (previously classified as Acriopsis javanica)
- Acriopsis floribunda
- Acriopsis gracilis
- Acriopsis indica
- Acriopsis insulari-silvatica
- Acriopsis latifolia
- Acriopsis liliifolia
- Acriopsis nelsoniana
- Acriopsis papuana
- Acriopsis philippinensis
- Acriopsis purpurea
- Acriopsis ridleyi
- Acriopsis sumatrana